# Via Coperta

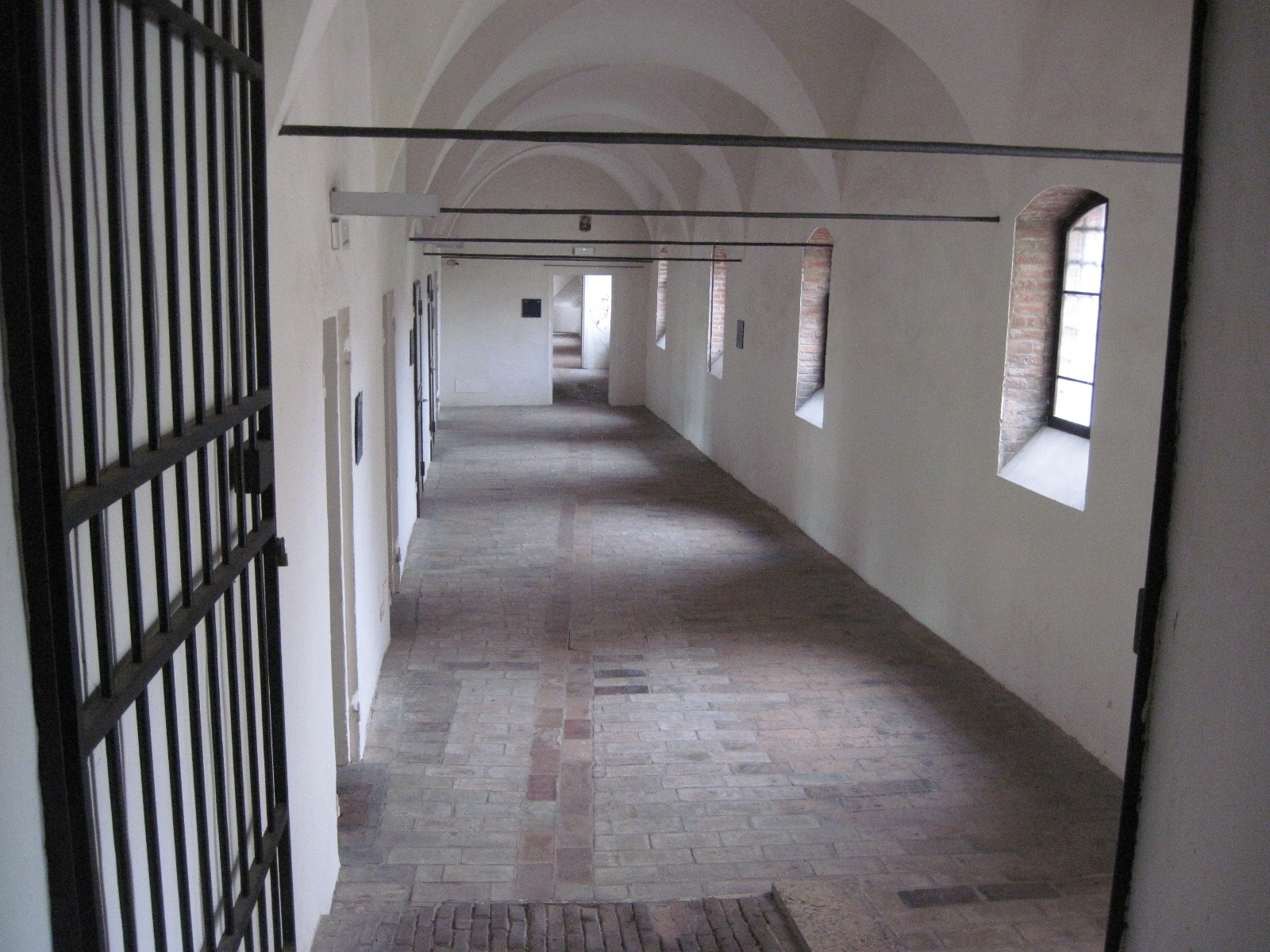
Primo tratto della via Coperta, partendo dal Palazzo Comunale

La Via Coperta (o più precisamente: detta Via Coperta), è un camminamento protetto situato al piano nobile del palazzo,  sostenuto da cinque arcate, che unisce l'ala nord dell'edificio del Palazzo Municipale con il Castello Estense, a Ferrara.

## Storia
Dopo la costruzione del castello di San Michele, in seguito conosciuto come Castello Estense, avvenuta attorno al 1385, la corte estense sentì il bisogno di un collegamento sicuro tra il prolungamento del Palazzo Municipale, sua prima residenza, e il Castello, ingentilito e reso adatto ad ospitare i signori di Ferrara. La realizzazione di tale opera si concretizzò attorno al 1471.
Da quel momento, oltre che come utile e riservato passaggio della corte da un edificio all'altro, servì anche, agli estensi, come galleria d'arte. La via servì anche alla servitù per recarsi nel vasto cortile che si trovava racchiuso tra i palazzi che erano utilizzati degli estensi e, dal 1481, permise anche ai membri della corte di accedere alla delizia in miniatura fatta costruire da Ercole I d'Este accanto al Castello e che poi fu conosciuta come giardino delle Duchesse.
Per un certo periodo, nel passato recente, questo percorso venne utilizzato dalle amministrazioni comunale e provinciale per sistemarvi vari uffici, mentre oggi è percorribile in tutta la sua lunghezza e permette di salire dallo scalone di piazzetta Municipale, attraversare le sale del palazzo Comunale in tutta la loro estensione, entrare nella via Coperta, superare un antico ponte levatoio ed arrivare infine direttamente nel cortile del Castello Estense, oppure di fare deviazioni e scoprire altri ambienti, ora museali, del castello.
Da ricordare che la definizione di Via Coperta è relativamente recente, perché il Melchiorri, ancora all'inizio del secolo scorso, parlava di palazzo dei Prolegati, e non usava la definizione attuale. 
.

## Architettura

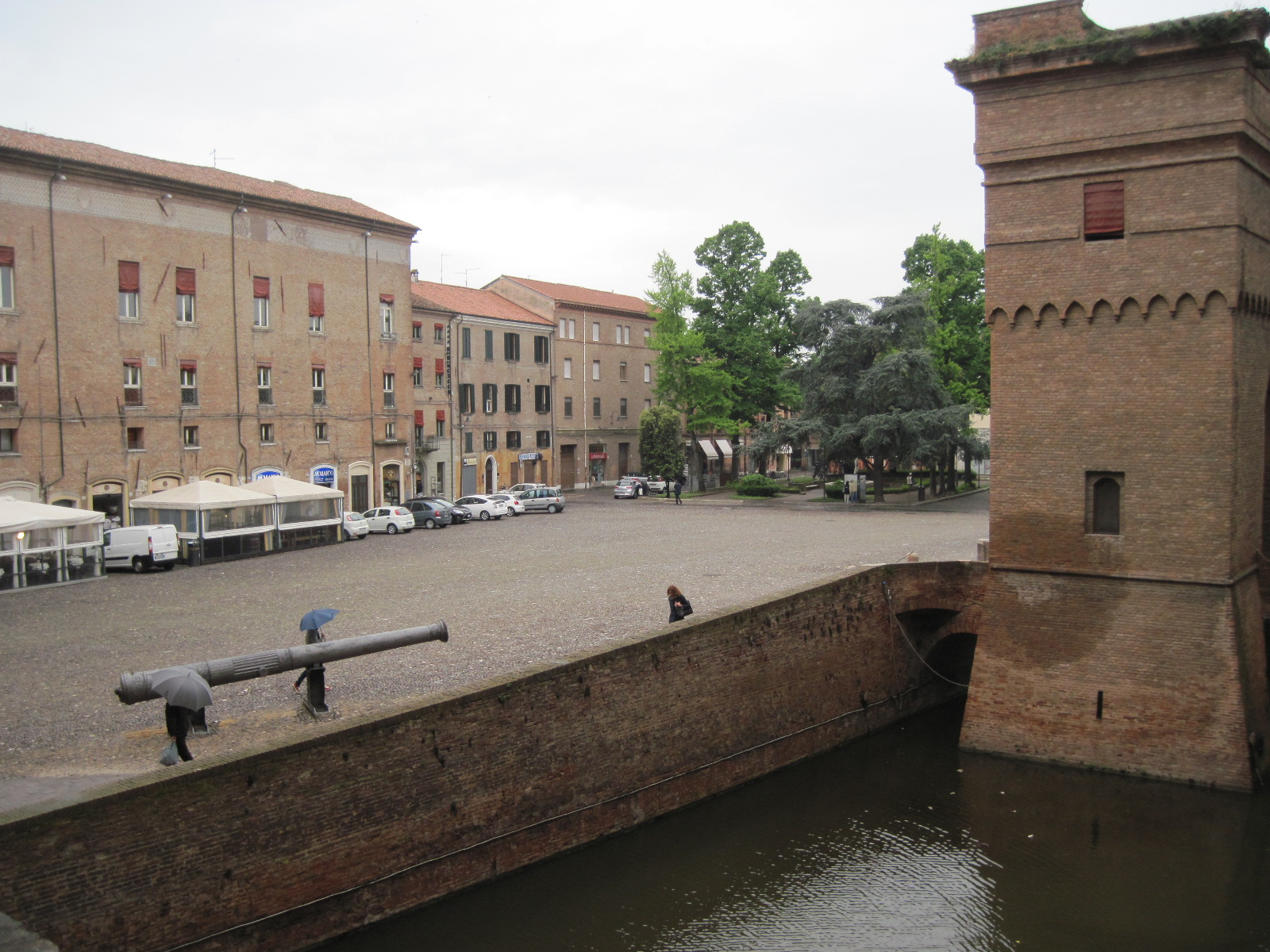
Percorrendo la via Coperta si possono ammirare dall'alto Piazza Castello e la vicina Piazzetta della Repubblica. Qui, in primo piano, la copia della colubrina detta la Regina.

L'edificio, sul piano estetico, si integra perfettamente con la struttura esterna in cotto del Castello, e ne appare una naturale estensione verso sud. È suddiviso in quattro piani, e quello inferiore, sul livello stradale, è costituito da cinque fornici che uniscono piazza Savonarola e piazza Castello.